# Dańczów
Dańczów – wieś w Polsce położona w województwie dolnośląskim, w powiecie kłodzkim, w gminie Lewin Kłodzki, we Wzgórzach Lewińskich, w dolinie Dańczówki.

## Położenie
Dańczów to wieś łańcuchowa o długości około 1,5 km, leżąca we Wzgórzach Lewińskich, na południowo-zachodniej granicy Gór Stołowych, wzdłuż potoku Dańczówka, na wysokości 480–540 m n.p.m.

## Podział administracyjny
W latach 1975–1998 miejscowość administracyjnie należała do województwa wałbrzyskiego.

## Historia
Dańczów powstał najprawdopodobniej w XIV wieku w obrębie państwa homolskiego, chociaż pierwszy dokument w którym figuruje jego nazwa Yankow pochodzi z 1477 roku. Do 1684 roku miejscowość dzieliła losy dóbr homolskich, potem w wyniku ich parcelacji przeszła w posiadanie właścicieli Jeleniowa. W roku 1747 Dańczów przeszedł na własność hrabiego von Ullersstorfina, a następnie do połowy XIX wieku należał do rodziny von Mutius. W XIX wieku wieś liczyła około 40 domów, w roku 1840 było tam 29 warsztatów tkackich. Był tam także młyn, a pod koniec XIX wieku powstała gospoda.

## Zabytki
Do wojewódzkiego rejestru zabytków wpisany jest:
- dzwonnica alarmowa (nr 28, dawniej nr 36), drewniana, z XIX wieku.

Inne zabytki:
- leśniczówka z końca XIX wieku, nakryta dachem dwuspadowym z mansardą nad wejściem[5].

## Szlaki turystyczne
Przez Dańczów przechodzą dwa znakowane szlaki turystyczne:
- Główny Szlak Sudecki z Kudowy-Zdróju na Przełęcz Lewińską,
- Kulin Kłodzki – Kulin Kłodzki (przystanek kolejowy) – Gołaczów – Żyznów – Cisowa – Darnków – Pod Kruczą Kopą – Dańczów – Lewin Kłodzki – Jarków – Pod Ptasznicą PL/CZ – Česká Čermná – Česká Čermná CZ/PL – Brzozowie – Źródło Marii – Kudowa-Zdrój